# Jorge de Meneses
Don Jorge de Meneses, także Jorge de Menezes (ur. ok. 1498, zm. 1537/1538 w Brazylii) – odkrywca i żeglarz portugalski.

## Życiorys
Płynąc na wyspę Ternate (Moluki) przez Brunei w 1526 wylądował na wyspie Biak lub Waigeo (u północnych wybrzeży Nowej Gwinei), położonej w Zatoce Cenderawasih, gdzie został zmuszony do przeczekania warunków pogodowych (1526–1527). Kontynuując swój rejs w 1527 przepłynął w pobliżu półwyspu Vogelkop (Ptasia Głowa), nazywając grupę wysp Ilhas dos Papuas (pol. Wyspy Papuasów, ang. Land of the Fuzzy/Frizzy Haired People – pol. Kraina Kędzierzawych Ludzi).
Nazwa „Papua” była używana przez Portugalczyków już w 1513 roku, jako nazwa wyspy Halmahera i/lub grupy wysp na wschód od niej. Z racji tego, że pierwsi Portugalczycy mogli tylko cytować lub kopiować jawajskie i malajskie informacje oraz mapy, ta nazwa była używana dla tego obszaru już w XV wieku (lub nawet wcześniej).
Według niektórych źródeł wyraz Papua ma pochodzić od malajskiego słowa puapua lub papuwah, co znaczy kręconą fryzurę.
Przypisuje mu się europejskie odkrycie Nowej Gwinei. Nazwa „Nowa Gwinea” została nadana dopiero w 1545-1946 roku przez Inigo Ortiza de Retes.
Jorge de Menezes był portugalskim gubernatorem Moluków od 1527 do 1530 roku. W maju 1527 zamieszkał na Ternate. Podczas sprawowania władzy splądrował hiszpański fort na Tidore, otruł sułtana Ternate (kazał dodać truciznę do jego wina) i popełnił okrucieństwa przeciwko miejscowej ludności. Następnie został aresztowany i wysłany do portugalskich kolonii w Indiach. Po powrocie do Portugalii został wygnany do kolonii Brazylii, gdzie zmarł w 1537 lub 1538 roku w walce z Indianami.